# Crépinette
Pour les articles homonymes, voir Crépinette (homonymie).
Une crépinette est une préparation de viande hachée enfermée dans une crépine, à la différence de la saucisse où le contenant est un boyau et de la paupiette dont l'enveloppe est une fine tranche de viande. Elle est de forme aplatie. En Suisse et en Savoie, on nomme cette préparation atriaux. Dans le canton suisse du Jura, elle fait partie des mets de la Saint-Martin et est faite exclusivement de porc.

## Origine et usage du nom
Le terme crépinette, attesté dès la seconde moitié du XIIIe siècle comme « petit ornement de crêpe », vient de crêpe.
Dans les livres de cuisine, le terme crépinette est parfois utilisé à la place de crépine pour indiquer le contenant seul.  Il en va de même dans d'autres langues où l'on retrouve « crépinette », parfois orthographié « crepinette », pour désigner à la fois la crépine et le mets.

## Définition
La crépinette est une préparation de viande hachée enfermée dans une crépine. 
Bien que différente par son enveloppe de crépine d'une saucisse, qui a pour contenant un boyau,, elle est souvent définie comme saucisse plate ou ronde et plate dans de nombreux dictionnaires de la langue française.
La crépinette se distingue aussi de la paupiette dont l'enveloppe est constituée d'une fine tranche de viande.

Différenciation des préparations
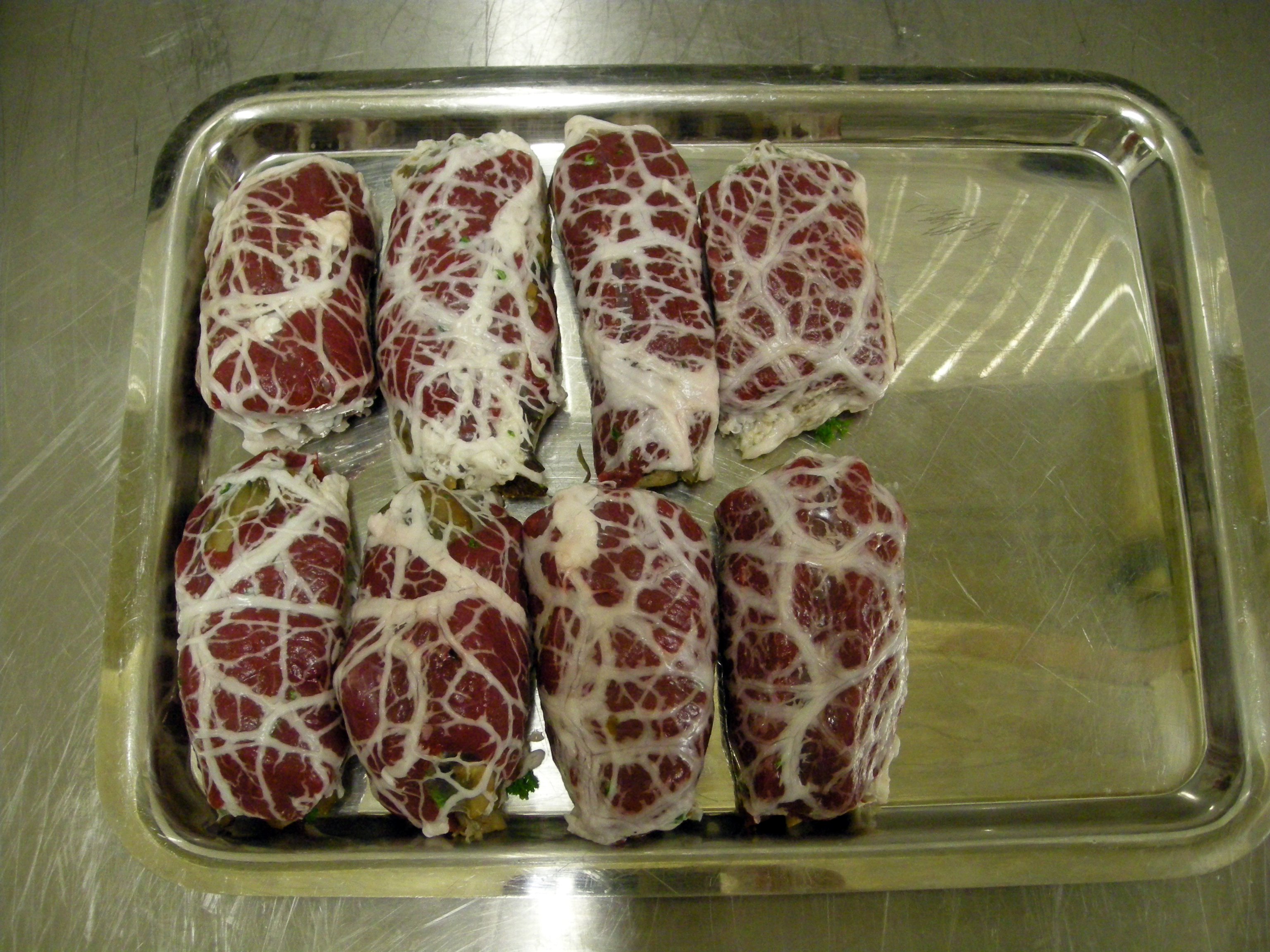
Crépinette d'autruche.
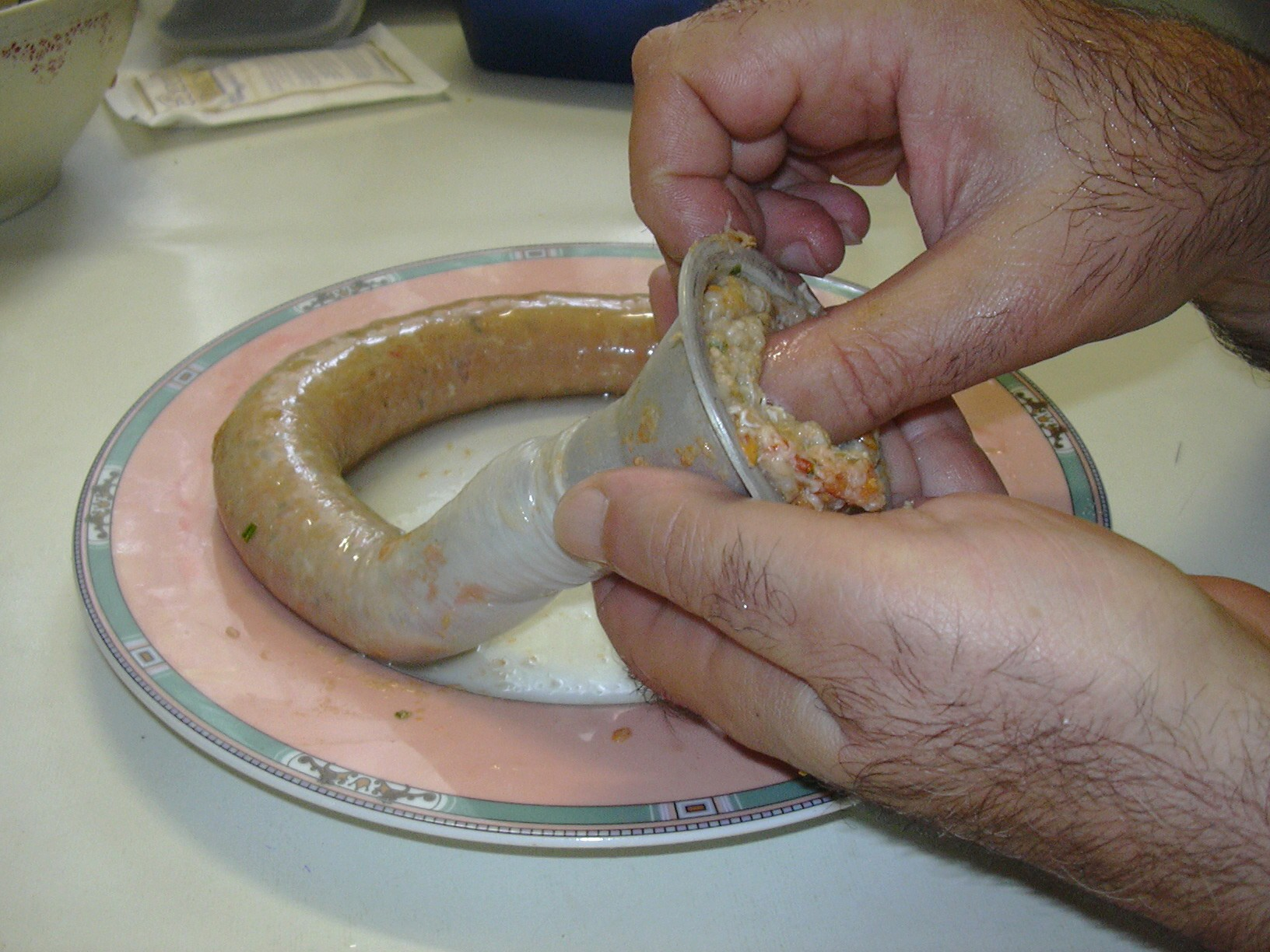
Saucisse.
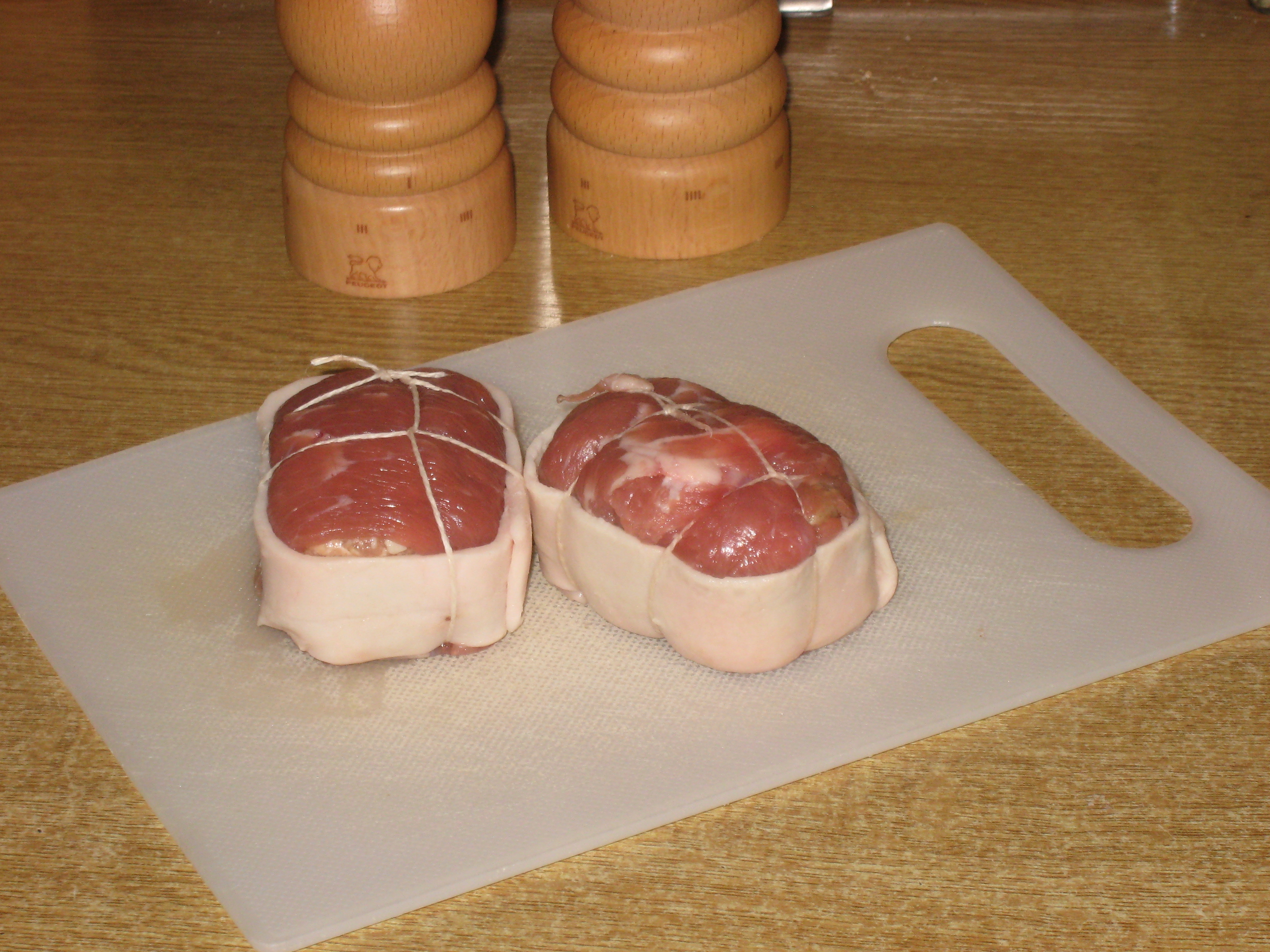
Paupiette de veau.

## Composition
La farce de la crépinette peut être composée d'un hachis de porc, de filets de volaille ou de gibier à plumes (perdreau, bécasse, pigeon) finement hachés selon Urbain Dubois, cuisinier du XIXe siècle, qui la classait à l'époque dans les hors-d'œuvre, mais aussi de ris d'agneau, de rognons de veau, de filets de mauviettes ou de lapereau, de rouelles d'anguilles. Viard donne cependant des recettes où le contenu de la crépinette n'est pas un hachis mais un morceau entier de viande.

## Mode de cuisson
La crépinette se cuit à la poêle ou sur le gril.

## Tradition gastronomique
Pour Noël, les crépinettes sont servies avec des huitres chez les ostréiculteurs du bassin Marennes-Oléron ; de même dans le Bordelais, où le connaisseur alterne la dégustation d'une huitre fraiche et d'une crépinette chaude.